# Mustivere
Mustivere är en ort i Estland. Den ligger i Pärsti kommun och landskapet Viljandimaa, i den södra delen av landet, 120 km söder om huvudstaden Tallinn. Mustivere ligger 87 meter över havet och antalet invånare är 240.
Terrängen runt Mustivere är platt. Runt Mustivere är det tätbefolkat, med 659 invånare per kvadratkilometer. Närmaste större samhälle är Viljandi, 5,8 km sydost om Mustivere. Omgivningarna runt Mustivere är en mosaik av jordbruksmark och naturlig växtlighet.